# Jase Rivers
Jason „Jase“ A. Rivers ist ein britischer Schauspieler. Er war außerdem Gitarrist in verschiedenen Musikgruppen.

## Leben
Rivers ist ein Cousin des Gitarristen und Sängers Andy Powell, einem Gründungsmitglied der Rockband Wishbone Ash. Er war Gitarrist der Punkband The Skraelings. Außerdem tourte er als Bassgitarrist mit der Band Amp durch Europa.
Ab 2019 folgten erste Besetzungen als Schauspieler in Fernseh- und Theaterproduktionen. 2021 gab er im Spielfilm Die wundersame Welt des Louis Wain sein Spielfilmdebüt. Am 15. Juli 2021 erschien sein Buch The Realm Jumper im Selbstverlag. 2023 stellte er im Horrorfilm Winnie the Pooh: Blood and Honey die Rolle des John dar. Im selben Jahr hatte er außerdem Rollen in Snake Hotel, Freddy’s Fridays und Pterodactyl 2 inne. Außerdem stellte er die Rolle des Clive Delaney, einen Menschenhändler und Zuhälter und daher eine der menschlichen Antagonisten, im Horrorfilm Monsternado dar. 2024 war er unter anderen in der größeren Rolle des Pavel im Film Spiders on a Plane zu sehen.

## Filmografie (Auswahl)
- 2019: Speed (Fernsehserie, Episode 1x03)
- 2019–2024: The Inside Man 4 (The Inside Man, Fernsehserie)
- 2021: Die wundersame Welt des Louis Wain (The Electrical Life of Louis Wain)
- 2022: As Dusk Falls (Computerspiel)
- 2022: The Watchmaker (Kurzfilm)
- 2023: Winnie the Pooh: Blood and Honey
- 2023: The Whole World Blind (Or: The Ballad of the Cuck and the Eunuch) (Kurzfilm)
- 2023: Snake Hotel
- 2023: Unhinged
- 2023: Freddy’s Fridays
- 2023: The Burning Girls (Miniserie, Episode 1x02)
- 2023: Monsternado
- 2023: Pterodactyl 2
- 2023: Christmas with the Pups (Sprechrolle)
- 2023: Mega Lightning 2
- 2024: Yamas!
- 2024: Spiders on a Plane
- 2024: SkullHunter

## Theater (Auswahl)
- 2019: Evanescent, Regie: Ollie Maddigan Chad Nickson, Stockwell Playhouse
- 2019: A Shot in the Dark, Regie: Sheridan Cassidy, Kings Road

## Bibliografie
- The Realm Jumper. Selbstverlag, Veröffentlichungsdatum: 2021, ISBN 979-8537915263